# منظمة الصحة للبلدان الأمريكية
منظمة الصحة للبلدان الأمريكية (منظمة الصحة للبلدان الأمريكية، هي وكالة الصحة العامة الدولية التي تعمل على تحسين الصحة ومستويات المعيشة لسكان الأمريكتين. وهي جزء من منظومة الأمم المتحدة، حيث تعمل بوصفها المكتب الإقليمي للأمريكتين لمنظمة الصحة العالمية، والمنظمة الصحية لمنظومة البلدان الأمريكية. وتعرف في أمريكا اللاتينية باسم OPS أو OPAS (بالإسبانية: Organización Panamericana de la Salud؛ وSA/OPS)

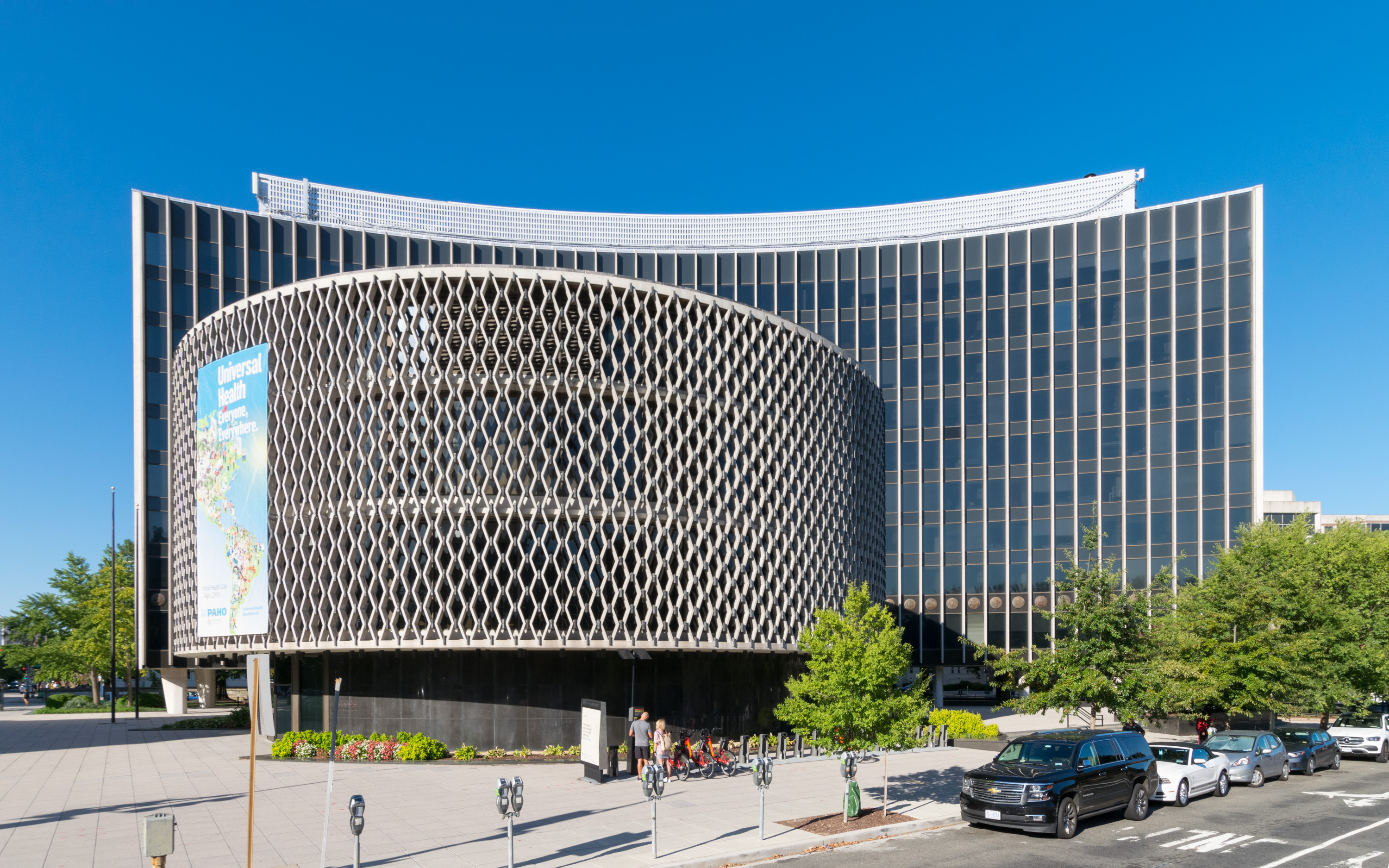
مبنى منظمة الصحة للبلدان الأمريكية، واشنطن العاصمة

## نبذة عن المنظمة
تتمتع منظمة الصحة للبلدان الأمريكية بخبرة علمية وتقنية في مقرها، في مكاتبها الإقليمية السبعة والعشرين، وفي مراكز عموم أمريكا الثلاثة، وتعمل جميعها مع بلدان الأمريكيتين في التعامل مع القضايا الصحية ذات الأولوية. وضعت السلطات الصحية في الدول الأعضاء في منظمة الصحة للبلدان الأمريكية السياسات الفنية والإدارية لمنظمة الصحة للبلدان الأمريكية من خلال هيئاتها الإدارية. تشمل الدول الأعضاء في منظمة الصحة للبلدان الأمريكية جميع البلدان الـ35 في الأمريكيتين؛ بورتوريكو عضو منتسب. فرنسا ومملكة هولندا والمملكة المتحدة لبريطانيا العظمى وأيرلندا الشمالية دول مشاركة، والبرتغال وإسبانيا دولتان بصفة مراقب.
تتمثل المهمة الأساسية للمنظمة في تعزيز النظم الصحية الوطنية والمحلية وتحسين صحة شعوب الأمريكيتين، بالتعاون مع وزارات الصحة، والوكالات الحكومية والدولية الأخرى، والمنظمات غير الحكومية، والجامعات، ووكالات الضمان الاجتماعي، ومجموعات المجتمع، والعديد من الآخرين.
تتعامل منظمة الصحة للبلدان الأمريكية على تحقيق التغطية الصحية الشاملة والوصول الشامل إلى الصحة وتعزيز النظم الصحية القائمة على استراتيجيات الرعاية الصحية الأولية. وهي تساعد البلدان في مكافحة الأمراض المعدية مثل الملاريا والكوليرا وحمى الضنك وفيروس نقص المناعة البشرية والسل، فضلاً عن تفشي وباء الأمراض غير المعدية في المنطقة مثل أمراض القلب والأوعية الدموية والسرطان والسكري. تشارك منظمة الصحة للبلدان الأمريكية في التعاون التقني مع وزارات الصحة وتسهل التنسيق مع القطاعات الأخرى لتعزيز الصحة في جميع السياسات. كما تعمل منظمة الصحة للبلدان الأمريكية على تعزيز استخدام أدلة البحث لإبلاغ قرارات الرعاية الصحية وصنع السياسات من خلال تنفيذ استراتيجيات ترجمة المعرفة مثل شبكة السياسة المستنيرة للأدلة. (EVIPNet Evipnet).
تستهدف منظمة الصحة للبلدان الأمريكية، في جهودها لتحسين الصحة، الفئات الأكثر ضعفا، بما في ذلك الأمهات والأطفال والعمال والفقراء والمسنين واللاجئين والمشردين. يركز على القضايا المتعلقة بالإنصاف لأولئك الذين يفتقرون إلى الوصول إلى الصحة، وعلى نهج عموم أمريكا، وتشجيع البلدان على العمل معا بشأن القضايا المشتركة وبناء قدرات دائمة.
وتشمل المبادرات المحددة التي تقودها منظمة الصحة للبلدان الأمريكية البرنامج الموسع للتحصين، الذي أدى دوراً رئيسياً في القضاء على الجدري وشلل الأطفال من للأمريكيتين؛ مبادرة الأمريكيتين الخالية من التبغ؛ التحالف الإقليمي للمياه والصرف الصحي للقضاء على الكوليرا في هيسبانيولا؛ اتحاد الملح الذكي؛ شبكة عموم أمريكا للتنسيق التنظيمي للمخدرات؛ ومبادرة سلامة الدم التي تهدف إلى تحسين سلامة الدم وكفاءته من خلال مساعدة البلدان على الوصول إلى إمدادات الدم بنسبة 100٪ من صناديق التبرعات غير المدفوعة.
تتمثل إحدى الأولويات الرئيسية للأمريكيتين في خفض وفيات الرضع، وتقوم منظمة الصحة للبلدان الأمريكية بتعبئة موارد سياسية ومؤسسية ومالية جديدة لمنع 25000 حالة وفاة إضافية كل عام من خلال تطبيق إستراتيجية الإدارة المتكاملة لأمراض الطفولة، وهو نهج بسيط وعملي يتم من خلاله يتم تدريب العاملين في مجال الرعاية الصحية على عملية كاملة لتقييم الحالة الصحية للأطفال الذين يتم إحضارهم إلى مركز صحي أو عيادة. يتعلمون التعرف على علامات المرض وتقييمها وعلاجها. يتعلمون إعطاء الآباء معلومات حول كيفية الوقاية من المرض في المنزل. إذا رأوا علامات خطر تشير إلى موت الرضيع، يتم تعليمهم علاج الطفل على الفور أو نقله إلى المستشفى.
لا يزال تحسين إمدادات مياه الشرب والصرف الصحي الملائم وزيادة فرص الحصول على الرعاية الصحية للفقراء أعلى بالنسبة لمنظمة الصحة للبلدان الأمريكية، مع التركيز على الإنصاف. تكثف المنظمة جهودها لجعل البلدان تعرف الحالة الصحية الحقيقية لسكانها وأين تكمن أوجه عدم المساواة. تركز جهود البرنامج على تصحيح عدم المساواة، مع مراعاة اللامركزية وتغيير وظائف الدولة، على إظهار أن للصحة دورًا تؤديه في نجاح القطاعات الأخرى، وكيف يؤثر الاهتمام بالصحة بشكل إيجابي على جوانب أخرى من التنمية البشرية. وتوجه الدعوة في هذا المجال أيضا إلى الحد من عدم المساواة بين الجنسين، مما ينعكس في بعض المشاكل الصحية للمرأة.
إن النهج الذي تتبناه منظمة البلدان الأمريكية يشكل جزءاً من تاريخ منظمة الصحة للبلدان الأمريكية، وإن روح كل ما هو أمريكي ما زالت تعمل على تحفيز التعاون التقني بين البلدان في مجال الصحة. قد ساعدت منظمة الصحة للبلدان الأمريكية البلدان على العمل معا لتحقيق أهداف مشتركة، والشروع في مشاريع صحية متعددة للبلدان في أمريكا الوسطى ومنطقة البحر الكاريبي ومنطقة الأنديز والمخروط الجنوبي. وقد أظهرت التجربة فوائد عملية مثل التضامن الذي ساعد أمريكا الوسطى بعد إعصار (ميتش)، وهناك أمثلة أخرى عديدة. وجد التعاون في مجال الصحة تعبيراً على أعلى مستوى سياسي عندما قبل رؤساء الدول الأمريكية في قمتهم في سانتياغو بمبادرة صحية تسمى «التكنولوجيا الصحية التي تربط الأمريكيتين». ضمت دول أمريكا اللاتينية ومنطقة البحر الكاريبي منذ أكثر من 20 عامًا لشراء اللقاحات من خلال صندوق تداول، مما أتاح لها فوائد ملموسة وساعد على تقدم جهود منظمة الصحة للبلدان الأمريكية للقضاء على الأمراض التي يمكن الوقاية منها باللقاحات أو السيطرة عليها. وهذه من أبرز نجاحات المنظمة، ابتداء من استئصال الجدري من الأمريكيتين عام 1973؛ انتصار تبعه بعد خمس سنوات بالقضاء العالمي على المرض المرعب. نجح جهد كبير في التزام الأمريكيتين بالشروع في القضاء على شلل الأطفال في عام 1985 في سبتمبر 1994، عندما أعلنت لجنة دولية متميزة بأن الأمريكيتين خالية رسميًا من شلل الأطفال. تم تحديد الحالة الأخيرة لشلل الأطفال في الأمريكيتين في 23 أغسطس 1991 في صبي صغير يدعى لويس فيرمين تينوريو كورتيز، في جونين، بيرو. منذ ذلك الحين، وعلى الرغم من المراقبة المكثفة، لم يتم الكشف عن حالات شلل الأطفال في أي مكان في الأمريكيتين، وتعمل منظمة الصحة العالمية الآن من أجل هدف القضاء على شلل الأطفال على مستوى العالم. تساعد منظمة الصحة للبلدان الأمريكية البلدان في تعبئة الموارد اللازمة لتوفير خدمات التحصين والعلاج لجميع الأمراض التي يمكن الوقاية منها باللقاحات. تقترب منظمة الصحة للبلدان الأمريكية من تحقيق الهدف المتمثل في القضاء على الحصبة من هذا النصف من الكرة الأرضية، وهي تمضي قدماً في إدخال لقاحات جديدة متاحة حالياً، مثل المستدمية النزلية «ب» لتقليل التهاب السحايا والتهابات الجهاز التنفسي. تعمل منظمة الصحة للبلدان الأمريكية على الحد من عدد الوفيات والأمراض الناجمة عن أمراض الإسهال، بما في ذلك الكوليرا، من خلال إدارة الحالات وعلاج الجفاف عن طريق الفم لمنع الوفيات من الجفاف، وتوفير التشخيص والعلاج المناسبين للالتهابات التنفسية الحادة، وبالتالي إنقاذ حياة مئات الآلاف من الأطفال كل عام.
تنشر منظمة الصحة للبلدان الأمريكية المعلومات العلمية والتقنية من خلال برنامج منشوراتها، وموقعها على الإنترنت، وشبكة من المكتبات الأكاديمية ومراكز التوثيق ومكتبات الرعاية الصحية المحلية.
تقدم المنظمة التعاون التقني في مجموعة متنوعة من مجالات الصحة العامة المتخصصة، وتنظم الاستعداد للطوارئ وتنسيق الإغاثة في حالات الكوارث. وتدعم الجهود المبذولة لتعزيز النظم الصحية الوطنية، وتطوير أنظمة البحوث الصحية الوطنية، ومكافحة الملاريا، ومرض شاغاس، وداء الكلب في المناطق الحضرية، والجذام، والأمراض الأخرى التي تؤثر على سكان الأمريكيتين. تتعاون منظمة الصحة للبلدان الأمريكية مع الحكومات والوكالات الأخرى والمجموعات الخاصة لمعالجة المشاكل الغذائية الرئيسية بما في ذلك سوء التغذية بالبروتين والطاقة، وتعمل الآن على القضاء على نقص اليهود وفيتامين أ.
وتشارك في تعزيز الصحة وتيسيره لمساعدة البلدان على التعامل مع المشاكل الصحية النموذجية للتنمية والتحضر، وخاصة الأمراض غير المعدية (NCDs) مثل أمراض القلب والأوعية الدموية، والسرطان، والحوادث، والتدخين، وإدمان المخدرات والكحول، والإصابات وغيرها. بالإضافة إلى تعزيز الصحة، تتعامل منظمة الصحة للبلدان الأمريكية مع النظم الصحية وقضايا جودة الرعاية لدعم الجهود الوطنية للاستجابة لوباء الأمراض غير المعدية.
وتنفذ المنظمة أيضا مشاريع لوكالات الأمم المتحدة الأخرى، والمنظمات الدولية مثل البنك الدولي ومصرف التنمية للبلدان الأمريكية، ووكالات التعاون الإنمائي الرسمية لمختلف الحكومات، والمؤسسات الخيرية.
تعزز منظمة الصحة للبلدان الأمريكية قدرة قطاع الصحة في البلدان على النهوض ببرامجها ذات الأولوية من خلال العمل المشترك بين القطاعات، وتعزيز نهج متكامل إزاء المشاكل الصحية. كما تعمل على تحسين صحة المرأة، وتعزيز الاندماج الأكبر للمرأة في المجتمع، وكذلك الوعي بأهميتها كمتلقية ومقدّمة للخدمات الصحية.
تقوم منظمة الصحة للبلدان الأمريكية بتدريب العاملين الصحيين على جميع المستويات، من خلال الزمالات، الدورات، الندوات وتعزيز مؤسسات التدريب الوطنية. يؤدي في استخدام تقنيات الاتصالات المتقدمة للمعلومات، وتعزيز الصحة والتعليم، والعمل مع الصحفيين في العديد من البلدان.
تعترف المنظمة بدور القطاع الخاص في تقديم الخدمات، وتعزز الحوار والشراكات مع وزارات الصحة. بالإضافة إلى ميزانيتها الأساسية الممولة من حصص الحكومات الأعضاء، تسعى منظمة الصحة للبلدان الأمريكية أيضًا للحصول على تمويل خارجي للمساعدة في تنفيذ البرامج والمبادرات الخاصة استجابة للاحتياجات الصحية الحيوية. يمكن تقديم مساهمات طوعية معفاة من الضرائب لمشاريع الصحة والتعليم لمنظمة الصحة للبلدان الأمريكية في الأمريكيتين إلى مؤسسة منظمة الصحة للبلدان الأمريكية.
تم انتخاب الدكتورة كاريسا ف. إتيان من كومنولث دومينيكا كمديرة جديدة لمنظمة الصحة للبلدان الأمريكية في 31 يناير 2013. نائبة مدير منظمة الصحة للبلدان الأمريكية هي الدكتورة ماري لو فالديز، من الولايات المتحدة، ومديرة المساعدة هي جارباس باربوسا،  من البرازيل.

## روابط خارجية
- منظمة الصحة للبلدان الأمريكية على موقع الموسوعة البريطانية (الإنجليزية)